# Golden Gala 2011
Golden Gala 2011 byl lehkoatletický mítink, který se konal 26. května 2011 v italském městě Řím. Byl součástí série mítinků Diamantové ligy 2011. Výkon Sandry Perkovičové (65,56 m) v hodu diskem byl anulován z důvodu dopingu.

## Výsledky
- Archiv výsledků zde [1]

### Muži
| Disciplína     | 1. místo                  | 2. místo                       | 3. místo                        |
| 100 m          | Usain Bolt 9,91           | Asafa Powell 9,93              | Christophe Lemaitre 10,00       |
| 800 m          | Khadevis Robinson 1:45,09 | Mbulaeni Mulaudzi 1:45,50      | Mohammad Al-Azemi 1:45,52       |
| 5000 m         | Imane Merga 12:54,21      | Isiah Kiplangat Koech 12:54,59 | Vincent Kiprop Chepkok 12:55,29 |
| 400 m překážek | Louis Jacob van Zyl 47,91 | David Greene 48,24             | Angelo Taylor 48,66             |
| Skok o tyči    | Renaud Lavillenie 582 cm  | Malte Mohr 572 cm              | Maksym Mazuryk 562 cm           |
| Trojskok       | Phillips Idowu 17,59 m    | Christian Olsson 17,29 m       | Alexis Copello 17,14 m          |
| Vrh koulí      | Dylan Armstrong 21,60 m   | Tomasz Majewski 21,20 m        | Reese Hoffa 21,13 m             |

### Ženy
| Disciplína      | 1. místo                        | 2. místo                       | 3. místo                             |
| 200 m           | Bianca Knight 22,64             | Kerron Stewartová 22,74        | Debbie Fergusonová-McKenzieová 22,76 |
| 400 m           | Allyson Felixová 49,81          | Amantle Montshoová 50,47       | Francena McCororyová 50,70           |
| 1500 m          | Meriem Jusuf Džamalová 4:01,60  | Meskerem Assefa 4:02,12        | Gelete Burkaová 4:03,28              |
| 100 m překážek  | Dawn Harperová 12,70            | Kellie Wellsová 12,73          | Danielle Carruthers 12,80            |
| 3000 m překážek | Milcah Chemos Cheywaová 9:12,89 | Sofia Assefaová 9:15,04        | Habiba Ghribiová 9:20,33             |
| Skok do výšky   | Blanka Vlašičová 195 cm         | Levern Spencerová 192 cm       | Melanie Melfortová 192 cm            |
| Skok daleký     | Brittney Reeseová 694 cm        | Funmi Jimoh 687 cm             | Éloyse Lesueurová 664 cm             |
| Hod diskem      | Yarelis Barriosová 64,18 m      | Nadine Müllerová 63,17 m       | Li Jen-feng 62,55 m                  |
| Hod oštěpem     | Marija Abakumovová 65,40 m      | Christina Obergföllová 63,97 m | Barbora Špotáková 63,32 m            |